# 什切青愛樂樂團
什切青愛樂樂團，正式名稱為米奇斯拉夫·卡洛維茨愛樂樂團（波蘭語：Filharmonia im. Mieczysława Karłowicza），成立於1948年，是以波蘭什切青為根據地的一支管弦樂團。

## 音樂廳

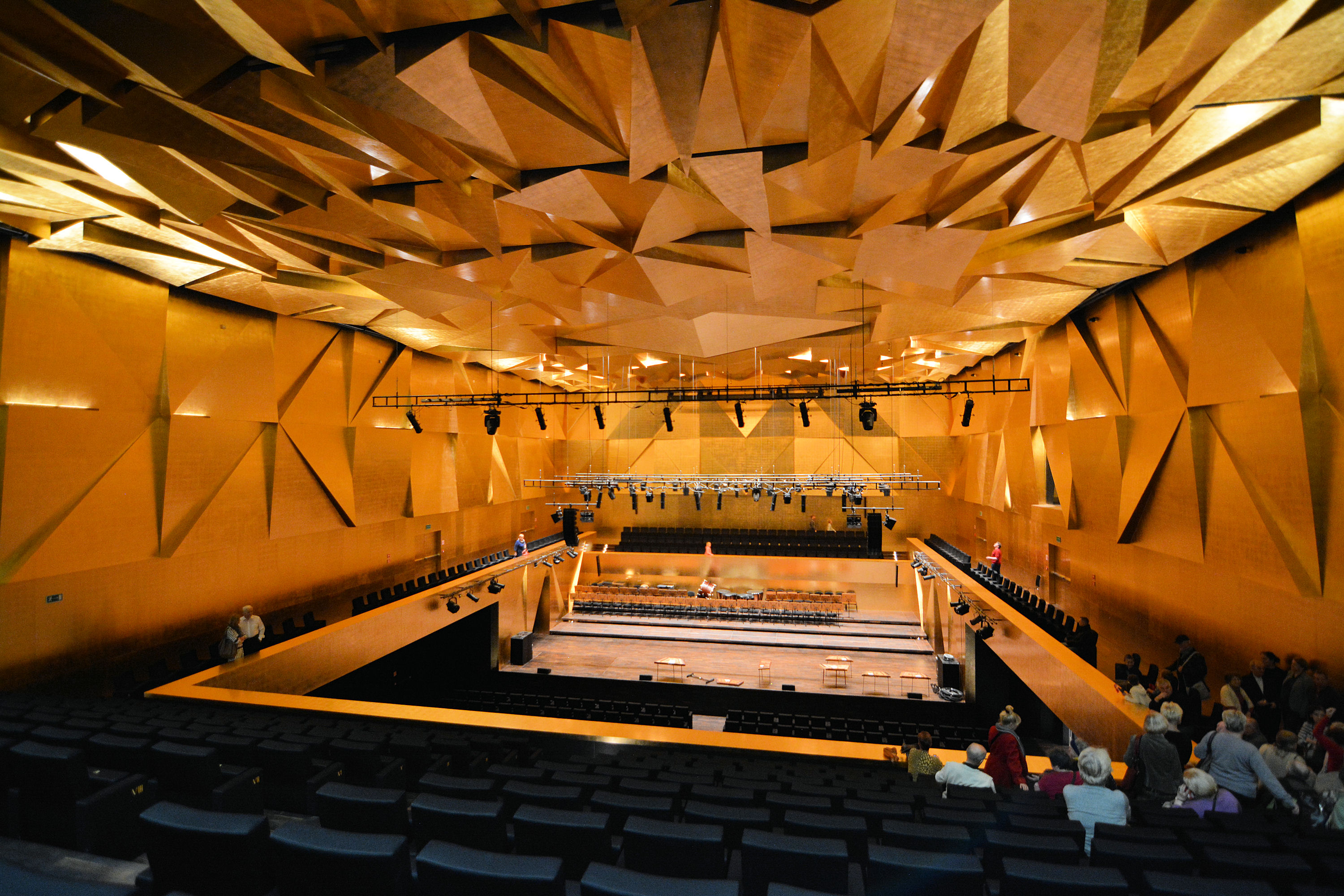
音樂廳內部

樂團的新音樂廳啟用於2014年9月14日，由位於巴塞隆納的Studio Barozzi Veiga設計。
場館佔地13,000平方米，包括一個可容納1000個觀眾座位的主音樂廳以及一個可容納200名觀眾的小音樂廳和多個會議室。其特色為獨特的冰狀造型和半透明的棱紋玻璃立面。